# Guichen (croiseur)
Pour les articles homonymes, voir Guichen (homonymie).
Le Guichen est un croiseur protégé de 1re classe construit pour la Marine française aux Ateliers et Chantiers de la Loire à Saint-Nazaire.
Lancé en octobre 1897, il fut mis en service en 1899 et retiré  fin 1921.

## Conception
C'était un navire qui, à l'origine, avait un gréement de deux-mâts. Il navigua quelques années avec un mât supplémentaire en trois-mâts barque.
Le Guichen avait été principalement conçu pour des raids de commerce et avait été légèrement armé comparé à d'autres bateaux de sa taille.
Ses deux tubes lance-torpilles furent enlevés en cours de service.

## Histoire

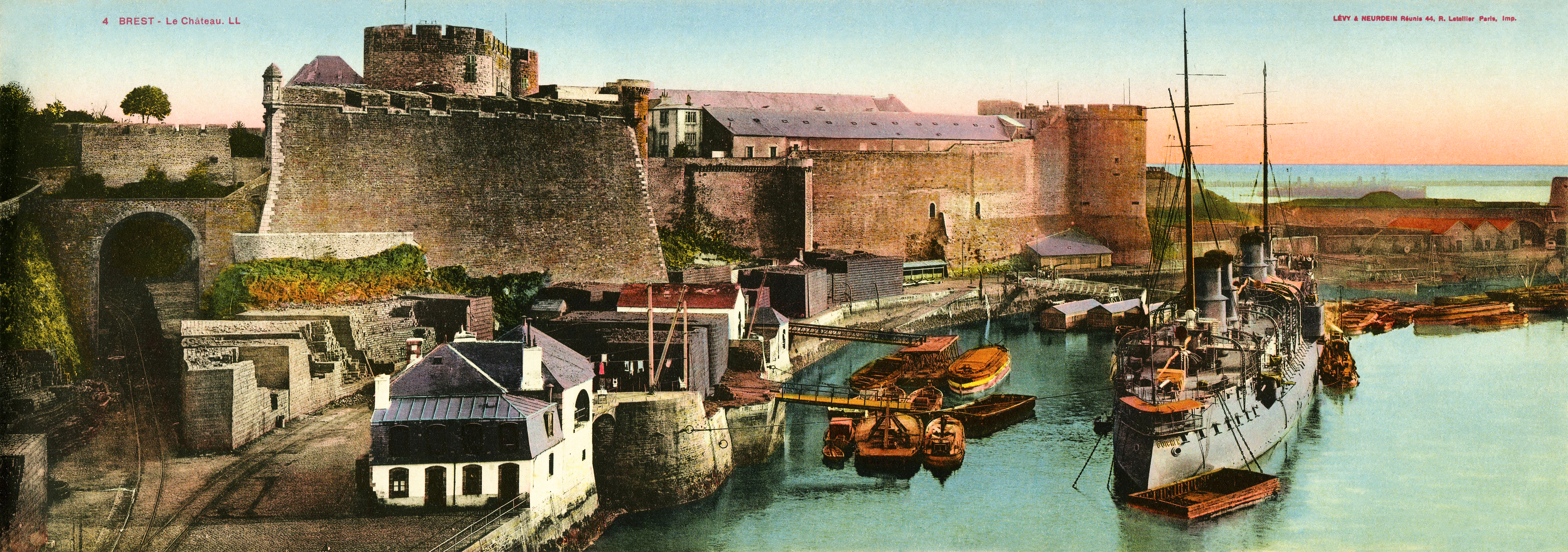
Le Guichen devant le château de Brest.

Le Guichen quitta Saint-Nazaire pour Toulon pour faire ses essais en Méditerranée.
En 1901, il fut envoyé en Extrême-Orient en réponse à la révolte des Boxers et retourna en France l'année suivante.
En septembre 1903 il transporta le président de la République Émile Loubet (1838-1929 ) en Angleterre.
En 1913, il est affecté à Brest comme navire-école des élèves charpentiers-manœuvriers.
Au début de la Première Guerre mondiale il servit dans la Manche. Puis il participa, au sein de la 3e escadre au blocus des côtes syriennes en 1915. En septembre 1915 il  participe au sauvetage  des Arméniens insurgés du Djebel Moussa en les évacuant vers Port-Saïd.
En novembre 1916, en compagnie du Lutétia, il transporte des troupes russes à Salonique. En 1917 il transporte  des troupes de l'Armée d'Orient de Tarente à Bizerte.
En 1919, il sert lors des opérations en mer Noire et une mutinerie, dans le contexte des mutineries de la mer Noire, éclate à bord, menée par Charles Tillon. Retiré du service fin 1921, il est condamné et mis en vente à Brest en 1922.

## Navires ayant porté le même nom
- Aviso Guichen, de la classe du même nom ; l'aviso Bouvet s'est illustré pendant le conflit franco-prusse et s'opposant au Meteor le 9 novembre 1870.

- L'escorteur d'escadre Guichen (ex-Scipione Africano)[1]. Dans la marine italienne il était un croiseur léger lancé en 1941, de classe Capitani Romani, sister-ships des Attilio Regolo et Pompeo Magno. Il a été livré à la France, à l'armistice italien en exécution du traité de paix. Après une refonte à l'arsenal de Toulon, il reçoit le numéro de coque D 607 et est affecté à la 1re flottille d'escorteurs d'escadre. Il est désarmé en 1963 et utilisé comme base fixe au Poulmic et condamné en 1976.